# Yuri Sawada
Pour les articles homonymes, voir Sawada.
Yuri Sawada (澤田由梨, Sawada Yuri), née le 25 novembre 1991 à Chiba (Japon), est une ex-chanteuse et idole japonaise au sein du Hello! Project qu'elle rejoint en 2004, sélectionnée avec le Hello! Pro Egg.
En 2007, elle est intégrée à l'équipe de futsal du H!P Gatas Brilhantes, et au groupe de J-pop qui en est dérivé, Ongaku Gatas. Elle quitte le H!P lors du transfert de son groupe en mars 2009 et continue avec lui au sein de la maison mère Up-Front et du M-line club. Elle arrête sa carrière le 30 août 2009 pour rentrer à l'université.